# Chalcis celis
Chalcis celis är en stekelart som beskrevs av Burks 1977. Chalcis celis ingår i släktet Chalcis och familjen bredlårsteklar. Inga underarter finns listade i Catalogue of Life.